# George Webber (direttore della fotografia)
George Webber (Kingston, 10 maggio 1876 – New York, 29 agosto 1967) è stato un direttore della fotografia canadese naturalizzato statunitense.
Nato in Canada, si trasferì negli Stati Uniti, lavorando nel cinema come direttore della fotografia. Nella sua carriera, iniziata negli anni dieci e durata fino al 1957, prese parte a oltre centocinquanta film, lavorando - negli ultimi anni - anche per la televisione.

## Filmografia
- The Million Dollar Mystery, regia di Howell Hansel (1914)
- Sid Nee's Finish, regia di Sidney Bracey (1914)
- Her Father's Gold, regia di W. Eugene Moore (1916)
- The Image Maker, regia di W. Eugene Moore (1917)
- A Modern Monte Cristo, regia di W. Eugene Moore (1917)
- Pots-and-Pans Peggy, regia di W. Eugene Moore (1917)
- The Candy Girl, regia di W. Eugene Moore (1917)
- An Amateur Orphan, regia di Van Dyke Brooke (1917)
- The Eternal Mother, regia di Frank Reicher (1917)
- L'ambiziosa (An American Widow), regia di Frank Reicher (1917)
- Go West, Young Man, regia di Harry Beaumont (1918)
- Thirty a Week, regia di Harry Beaumont (1918)
- A Man and His Money, regia di Harry Beaumont (1919)
- One of the Finest, regia di Harry Beaumont (1919)
- The City of Comrades, regia di Harry Beaumont (1919)
- Upstairs , regia di Victor Schertzinger (1919)
- Lord and Lady Algy , regia di Harry Beaumont (1919)
- Jinx, regia di Victor Schertzinger (1919)
- The Gay Lord Quex, regia di Harry Beaumont (1919)
- Pinto, regia di Victor Schertzinger (1920)
- The Blooming Angel, regia di Victor L. Schertzinger (1920)
- Due sorelle meravigliose (The Slim Princess), regia di Victor Schertzinger (1920)
- Just Out of College, regia di Alfred E. Green (1920)
- La bella spagnola (What Happened to Rosa), regia di Victor Schertzinger (1920)
- The Concert, regia di Victor Schertzinger (1921)
- Cinderella of the Hills, regia di Howard M. Mitchell (1921)

- Extra! Extra!, regia di William K. Howard (1922)
- Head over Heels, regia di Paul Bern, Victor Schertzinger (1922)
- The Snow Bride, regia di Henry Kolker (1923)
- Lacrime di madre (Her Love Story), regia di Allan Dwan (1924)
- Madame Sans-Gêne, regia di Léonce Perret (1925)
- Follie (The Coast of Folly), regia di Allan Dwan (1925)
- Teatromania (Stage Struck), regia di Allan Dwan (1925)
- Love 'Em and Leave 'Em, regia di Frank Tuttle (1926)
- So's Your Old Man, regia di Gregory La Cava (1926)
- The Music Master, regia di Allan Dwan (1927)
- Sogni dorati (The Joy Girl), regia di Allan Dwan (1927)
- La sedia elettrica (Midnight), regia di Chester Erskine (1934)
- Who's Who, regia di Al Christie - cortometraggio (1937)

- Ina Ray Hutton and Her Orchestra, regia di Leslie M. Roush - cortometraggio (1943)
- Follies Girl , regia di William Rowland (1943)
- X Marks the Spot, regia di Warren Murray (1942)
- Love in Tune, regia di Justin Herman - cortometraggio (1946)
- Boy! What a Girl!, regia di Arthur H. Leonard (1947)
- Sepia Cinderella , regia di Arthur H. Leonard (1947)
- The Fight Never Ends, regia di Joseph Lerner (1949)